# CRI・ミドルウェア
株式会社CRI・ミドルウェア（シーアールアイ・ミドルウェア、英: CRI Middleware Co., Ltd.）は、ミドルウェアの研究開発・販売を行う日本の企業。コンピュータエンターテインメント協会正会員。
社名のCRIは、この会社の母体となった株式会社CSK総合研究所（シーエスケイそうごうけんきゅうじょ、以下旧CRI）の英語表記"CSK Research Institute"に由来する。
ハードを問わず複数機種対応のミドルウェアを開発・発売しており、2024年3月現在の同社ウェア採用ソフトは8220本以上に及ぶ。
採用事例の主流となっているのは動画、音声データの効率圧縮ツールおよびその展開ソフト（ライブラリ）である。同社の開発したソリューションは"CRIWARE"と総称されており、採用ゲームの起動ロゴなどで確認することができる。

## 主な製品
- CRI Sofdec
  - ムービー再生用ソフトウェアデコーダ。
  - 再生できるファイルフォーマットは、独自のSofdecファイル（拡張子：SFD）という専用のファイル。
  - ゲームで使用されるため、以下の様な特殊機能を利用できる。
    - αムービー（ムービーの一部を半透明、透明にできる）
    - Zムービー（ピクセル単位で奥行き情報を付加できる）
    - シームレス連結（ムービー同士を継ぎ目無く再生することができる）

- CRI Sofdec2
  - CRI Sofdecの後継製品
  - VP9コーデックに対応[3]

- CRI ADX
  - 音声再生用デコーダ。
  - 再生できるコーデックは、独自のコーデック（拡張子：ADX・ACX・AHX・AIX・AFS）

- CRI ADX2
  - CRI ADXの後継製品
  - スマートフォンに対応した[4]

- そのほか
  - ファイルマジックPRO
  - CRI Audio
  - 救声主
  - C-TST
  - CRI-HVC
  - CRI Movie Encode
  - CRI Clipper
  - CLOUDIA

## 沿革

### 旧CRI
旧CRIは、CSKグループの一員で、マルチメディア技術の研究・開発やゲームコンテンツの開発を行っていた。CSKとは別会社であったが、「CSK総合研究所=CSKの（社内）研究部門」という誤解や、CSK自体が他に一般消費者向けビジネスを行っていなかったことから、旧CRIを指して「CSK」と呼ぶ誤用が一般消費者の一部に見られた。
- 1983年（昭和58年）10月 - 株式会社CSK総合研究所設立。
- 2000年（平成12年）2月16日 - 同じCSKグループのセガがバーチャファイターで知られる当時の第2ソフトウェア研究開発部 (通称AM2・AM2研)を旧CRIへ営業譲渡。セガの他のソフト開発部門は同年4月に分社化されたが、AM2のみ諸般の事情で先行分離された。旧CRIでは既存部門を「CRI事業部」、AM2を「AM2事業部」とする体制がスタート。
- 2001年（平成13年）8月1日 - 旧CRIは社名を株式会社SEGA-AM2に変更。同時に株式会社CRI・ミドルウェアを設立し、ミドルウェアの研究開発・販売事業を移管。セガの家庭用ハードウェア撤退に伴い、ミドルウェアのマルチプラットフォーム化を推進するため、CSKおよびセガグループから独立した。
- 2004年（平成16年）7月1日 - セガがSEGA-AM2（後のセガ・インタラクティブ第二研究開発本部）を含めたソフト開発子会社を吸収合併。

このような経緯を辿った結果、マルチメディア技術の研究・開発はCRI・ミドルウェアに、ゲームコンテンツの開発はセガにそれぞれ継承されている。

### CRI・ミドルウェア
- 2001年（平成13年）8月 - 株式会社CSK総合研究所の100%子会社として、株式会社シーアールアイ・ミドルウェアを設立。
- 2004年（平成16年）5月 - エンプロイー・バイアウト（EBO）により、親会社から資本独立。
- 2005年（平成17年）1月 - 株式会社CRI・ミドルウェアに商号変更。
- 2006年（平成18年）
  - ミドルウェア製品を総称するブランドとして"CRIWARE"を立ち上げ[5]。
  - 米国法人として"CRI Middleware, Inc."を設立[6]。
- 2014年（平成26年）11月27日 - 東京証券取引所マザーズに株式を上場[7]。
- 2016年（平成28年）6月22日 - セガゲームスとの間で、アクロアーツ事業をセガゲームスからCRI・ミドルウェアへ移管することで合意[8]。
- 2019年（令和元年）10月 - 有限会社ツーファイブの全株式を取得し子会社化[9]。
- 2022年（令和4年）4月 - 東京証券取引所グロース市場に移行。

## 旧CRIの主な開発ゲームソフト
総じて主にFM TOWNS用などの初期のソフトは高性能なハードの性能を活かしきれない未熟なプログラム技術の為に評判のよいものではなかったが、次第に実力をつけ、再現性の高い移植作や熱狂的なファンを獲得する作品を開発するに至った。

### 自社ブランド発売
- アフターバーナー（1989年、アーケードゲーム『アフターバーナーII』の移植、FM TOWNS）
- ターボアウトラン（1989年、同名アーケードゲームの移植、FM TOWNS）
- ラストサバイバー（1990年、同名アーケードゲームの移植、FM TOWNS）
- ギャラクシーフォースII（1991年、同名アーケードゲームの移植、FM TOWNS）
- ギャラクシーフォースII（1991年9月13日、同名アーケードゲームの移植、メガドライブ）
- アフターバーナーIII（1992年12月18日、ストライクファイター（旧）の移植、メガCD）
- アフターバーナーIII（1992年、ストライクファイター（旧）の移植、FM TOWNS）
- CRI 5感パック（『アフターバーナー（II）』『アフターバーナーIII』『ターボアウトラン』『ギャラクシーフォースII』『ラストサバイバー』の5タイトルを同梱した廉価版、FM TOWNS）
- ダイナブラザーズ（1992年7月24日、食物連鎖生態系リアルタイムストラテジー、メガドライブ）
- ダイナブラザーズ2（1993年12月3日、上記の続編、メガドライブ）
  - 2019年9月19日、セガが世界同時発売した復刻系ゲーム機・メガドライブ ミニにプリインストールされる42作品の一つとして、セガチャンネル用に増補した「セガチャンネルスペシャル版」が収録された（日本版のみ）。
- ゆみみみっくす（1993年12月10日、同名のゲームアーツ作品の移植、FM TOWNS）
- ウィングコマンダー（1994年3月25日、同名のPC作品の移植（ゲームアーツと共同で担当、販売はセガ）、メガCD）
- 占都物語 その1（1995年12月27日、セガサターン）
- 2度あることはサンドア～ル（1996年4月5日、同名アーケードゲームの移植、セガサターン）
- くのいち捕物帖（1998年2月5日、セガサターン）
- ゆみみみっくす+だいなあいらん予告編（1998年3月27日、同名のゲームアーツ作品の移植、Windows 95）
- だいなあいらん（1998年4月24日、同名のゲームアーツ作品の移植、Windows 95）
- バギーヒート（1999年7月8日、レースゲーム、ドリームキャスト）
- パワージェットレーシング2001（2001年3月21日、水上バイクレースゲーム、ドリームキャスト）

- エアロダンシングシリーズ
  - エアロダンシング featuring Blue Impulse（1999年3月4日、アクロバットフライトシミュレーション、ドリームキャスト）
  - エアロダンシング 轟隊長のひみつディスク（2000年1月20日、上記のファンディスク、ドリームキャスト）
  - エアロダンシング F（2000年2月24日、戦闘機フライトシミュレーション、ドリームキャスト）
  - エアロダンシング F（2000年11月16日、上記のWindows版）
  - エアロダンシング F 轟つばさの初飛行（2000年11月16日、上記のファンディスク、ドリームキャスト）
  - エアロダンシング i（2001年2月15日、戦闘機フライトシミュレーション、ドリームキャスト）
  - エアロダンシング i（2001年6月22日、上記のWindows版）
  - エアロダンシング i 次回作まで待てませ～ん（2001年8月28日、上記のファンディスク、ドリームキャスト）

### OEM開発
- 機動戦士ガンダム（1995年11月27日、バンダイ、セガサターン）
- 電脳戦機バーチャロン M.S.B.S. Ver.3.3s（1996年11月29日、セガ、セガサターン）
- セガツーリングカーチャンピオンシップ（1997年11月27日、セガ、セガサターン）
- Dragon's Dream（1997年12月20日、富士通、セガサターン）
- 機動戦士ガンダム ギレンの野望（1998年4月9日、バンダイ / ESP、セガサターン）
- ソニックアドベンチャー（1998年12月23日、セガ、ドリームキャスト（開発協力））
- 電脳戦機バーチャロン オラトリオ・タングラム M.S.B.S. Ver.5.45（1999年12月9日、セガ、ドリームキャスト）